# توجنين
توجنين هي مقاطعة موريتانية تقع في العاصمة نواكشوط، وهي واحدة من مقاطعات العاصمة التسع التي تضم تفرغ زينة الأحدث من الناحية المعمارية، ولكصر الأقدم، وعرفات الأكثر كثافة سكانية من بين جميع المقاطعات.